# Päivi Salo
Päivi Salo, född den 31 januari 1974 i Orimattila i Finland, är en finländsk ishockeyspelare.
Hon tog OS-brons i damernas ishockeyturnering i samband med de olympiska ishockeytävlingarna 1998 i Nagano.